# Década de 950
Séculos: (Século IX - Século X - Século XI)
Décadas: 900 910 920 930 940 - 950 - 960 970 980 990 1000
Anos: 950 - 951 - 952 - 953 - 954 - 955 - 956 - 957 - 958 - 959